# Deutsch Drahthaar
Der Deutsch Drahthaar (auch Deutsch-Drahthaar) ist eine von der FCI anerkannte deutsche Hunderasse (FCI-Gruppe 7, Sektion 1.1, Standard Nr. 98).

## Herkunft und Geschichtliches
Der Deutsch Drahthaar entstand aus einer Varietät des deutschen rauhaarigen Vorstehhundes, der Ende des 19. Jahrhunderts gezüchtet wurde. Er ist auf der Grundlage der Ideen von Sigismund Freiherr von Zedlitz und Neukirch („Hegewald“) aus den besten Zuchttieren der Rauhhaarschläge Deutsch Stichelhaar, Pudelpointer und Griffon Korthals (Griffon à Poil Dur) unter Zuführung von Deutsch Kurzhaar entstanden.

## Beschreibung
Der Deutsch Drahthaar ist ein bis 68 cm großer Hund mit harter, die Haut vollkommen schützender Behaarung. Das Haar ist drahtartig hart, anliegend und dicht. Deckhaar etwa 2 bis 4 cm lang; dichte, wasserabweisende Unterwolle in Braunschimmel, mit oder ohne Platten; Schwarzschimmel, mit oder ohne Platten oder braun mit und ohne Abzeichen; Augenfarbe: möglichst dunkel. Seine Ohren (Behänge genannt) sind mittelgroß, hoch und breit angesetzt und nicht gedreht. Der Deutsch Drahthaar verfügt über einen deutlich erkennbaren Stop. Er hat einen aufmerksamen und energischen Ausdruck. Seine Bewegungen sind kraftvoll, raumgreifend, flüssig und harmonisch.

## Verwendung
Der Deutsch Drahthaar ist ein wesensfester, leistungsfähiger und vielseitiger Jagdgebrauchshund, der mit Ausnahme der Baujagd für alle Jagdarten im Feld, im Wald und im Wasser vor und nach dem Schuss eingesetzt wird (Vollgebrauchshund).

## Gesundheit
Der Deutsch Drahthaar erkrankt häufiger an einer Hypothyreose (Schilddrüsenunterfunktion).